# Domenico Vigliarolo
Domenico Vigliarolo (Stilo, 1540? – ...) è stato un cartografo e cosmografo italiano.

## Biografia
Nacque a Stilo in data sconosciuta,  come pure sconosciuti sono data e  luogo della morte. Attivo in Palermo, Madrid, Siviglia, Napoli e Bordeaux fra il 1570 ed il 1596, rivestì l'importante incarico di Cosmografo della Casa de Contrataciòn (l'istituzione delegata al controllo della via delle Americhe). La sua produzione cartografica sinora conosciuta è attualmente conservata nelle maggiori istituzioni museali del mondo. Tra i vari documenti compaiono un inedito assoluto rintracciato presso la Biblioteca Reale di Madrid, un esemplare conservato presso la Biblioteca Vaticana (Borgiano VI) sinora erroneamente ritenuto anonimo e un Atlante conservato a New York composto da nove fogli di cui, sinora, ne era stato pubblicato uno soltanto da Almagià nel 1942. Nel 2014, presso l'Archivio di Stato di Catanzaro, fu rinvenuta una carta nautica (Portolana), mutila, utilizzata da un notaio del '700 come copertina di un libro d'atti. Lo studio dimostra inequivocabilmante come, pur mancando data e firma, sia stato possibile attribuirla al cartografo calabrese che, per rendere un ingenuo ed affettuoso omaggio alla sua terra natale (Stilo), non soltanto riporta in ogni carta il toponimo, ma soprattutto lo evidenzia col colore rosso solitamente riservato alla località di maggiore interesse, ma Stilo non rappresentò mai alcuno interesse per la navigazione se non per l'omonimo promontorio Capo Stilo.